# Minirok

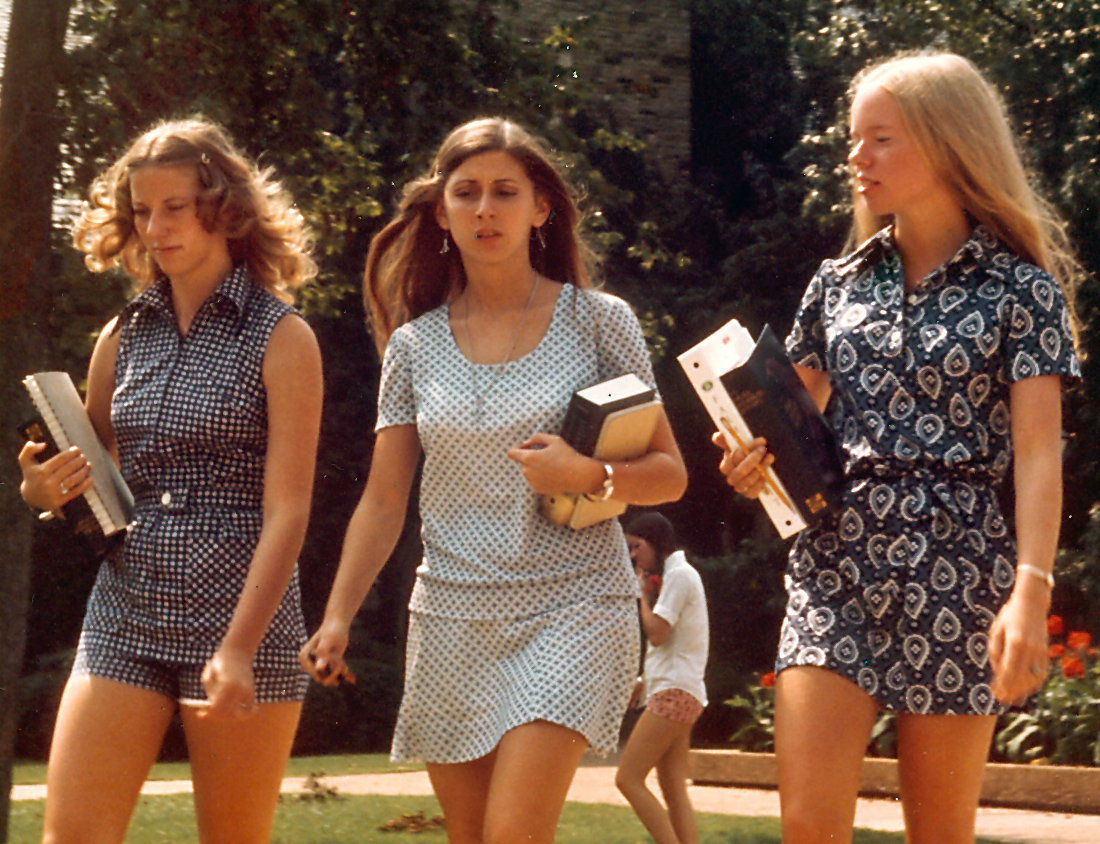
Vrouwen in minirok in de jaren zeventig

Een minirok is een korte rok die boven de knie komt. Wanneer een rok als "mini" gezien wordt is afhankelijk van tijd en context; bij de opkomst van de minirok in het straatbeeld begin jaren zestig was alles boven de knie al controversieel en 'mini', terwijl in een context van geaccepteerde korte rokken 'mini' als tot vlak onder het kruis gezien wordt. In twee jaar tijd verkortte de minirok van circa 5 cm boven de knie al naar 10 cm daarboven.

## Ontstaan
De minirok werd bedacht door de modeontwerpster Mary Quant, alhoewel ook André Courrèges genoemd wordt als de bedenker.
Courrèges zou eerst met de lange broek en daarna via de kortere rok hebben gezocht naar een modeontwerp waarin de vrouw goed kon lopen. Een langere rok, of die nu reikt tot de grond of halverwege de kuit, zit het makkelijk bewegen van de benen in de weg. Quant had het anders aangepakt. Haar minimode kwam voort uit het veranderen van kledingstukken; zo maakte ze van grote T-shirts mini-jurkjes en knipte bestaande rokken af. Zij zou de kortere rokken hebben vernoemd naar haar auto, een Mini Cooper.
Rond 1960 waren de rokken langer. Vrouwen droegen in die periode nauwelijks pantalons. De rokken die de meeste vrouwen droegen hadden een lengte tot onder de knie, conform de mode uit de voorliggende jaren. Medio jaren zestig werd de lengte van de rok steeds korter en zo ontstond de minirok. De rok kwam dus steeds verder boven de knie.
In het Britse tijdschrift "Vogue" werd in 1962 voor het eerst een foto van een vrouw in minirok gepubliceerd. The Sunday Times riep 1963 uit tot het jaar van het been. Rond 1966 waren de rokjes op zijn kortst.
Met de minirok verscheen ook de panty. Het dragen van nylonkousen met jarretelles was onder een minirok immers niet mogelijk, de jarretelles zouden zichtbaar zijn.
In het begin werd de minirok niet goed ontvangen, maar na enkele jaren was de minirok algemeen en droegen modebewuste vrouwen geen rok meer tot onder de knie. Daarna volgden er varianten, ook de jurken werden korter.
De minirok werd gezien als provocatie, maar ook als uiting van zelfbewustzijn van de vrouw.

## Verdwijnen
In de jaren zeventig van de twintigste eeuw zag men steeds minder minirokken. Ze werden enerzijds opgevolgd door de nog kortere hotpants. Maar andere vrouwen deden een stap terug met langere midimode of zelfs zeer lange rokken, de maximode.
De minirokken komen in latere jaren echter nog af en toe terug in het modebeeld.

## Zie ook

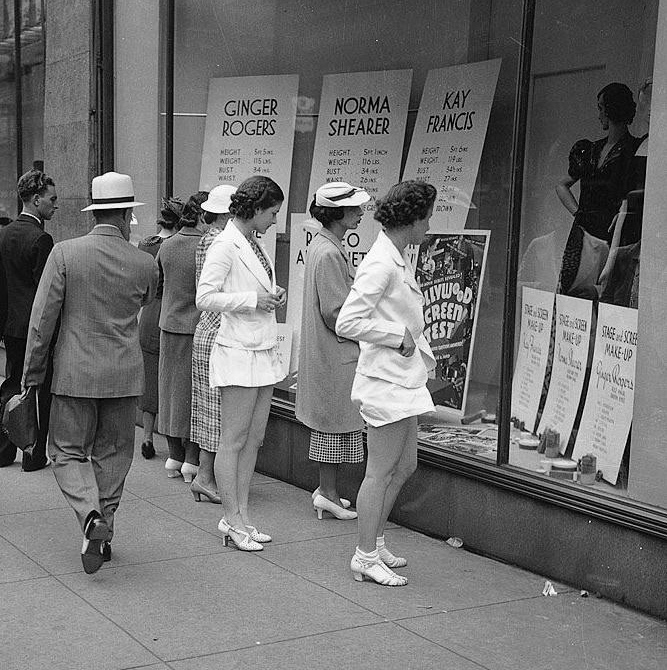
Deze foto uit 1937 laat zien dat ook al veel vroeger dan gedacht minirokken gedragen werden
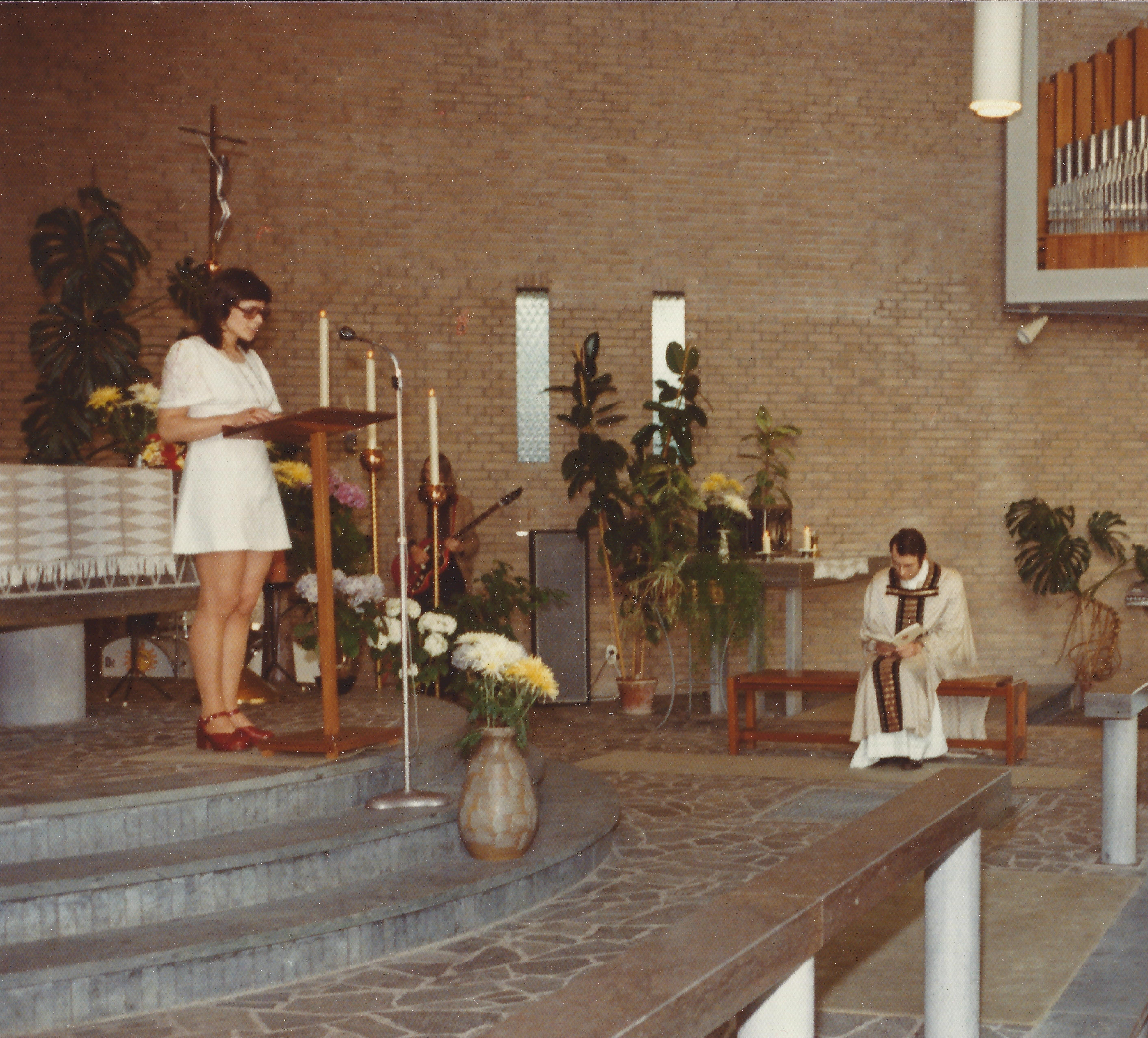
Vrouwelijke misdienaar/acoliet/lector in minirok (Katholieke kerk 1973)
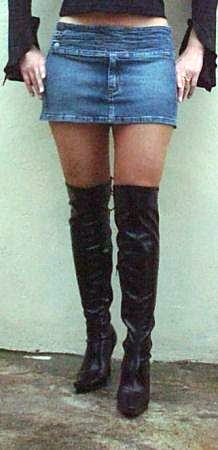
Met hoge laarzen ...
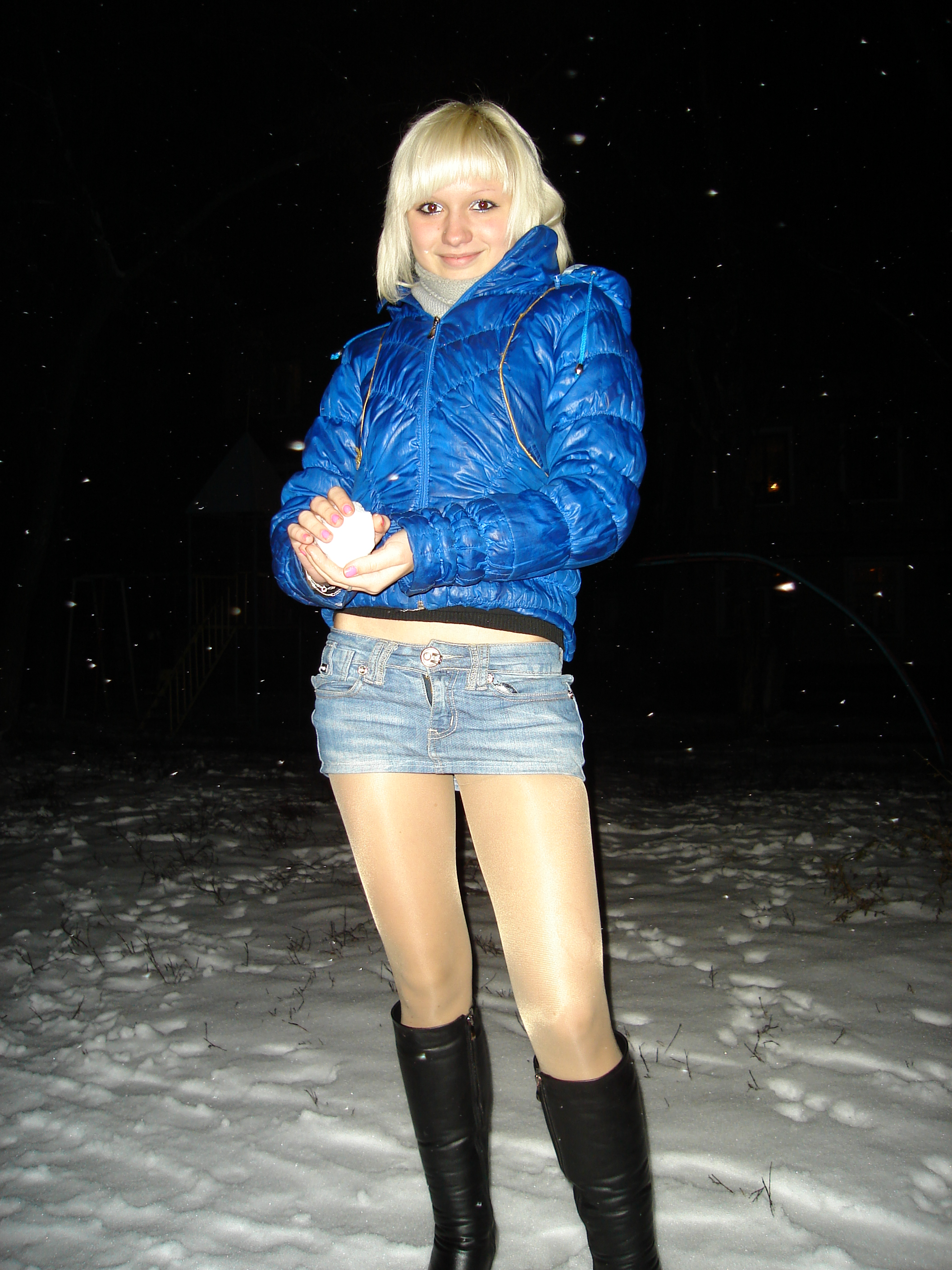
Micro-minirok